# Владислав IV Васа
Владислав IV Васа (на полски: Władysław IV Waza; на литовски: Vladislovas Vaza; на шведски: Vladislav IV) е крал на Полша и велик княз на Литва в периода 1632 – 1648.